# Pol Valentín
Pol Valentín Sancho (Avinyonet de Puigventós, 21 febbraio 1997) è un calciatore spagnolo, difensore dello Sheffield Weds.

## Biografia
È fratello minore di Gerard Valentín, anch'egli calciatore professionista.

## Carriera
Il 13 gennaio 2018 fa il suo esordio fra i professionisti giocando con il Gimnàstic l'incontro di Segunda División pareggiato 1-1 contro l'Almería.

## Statistiche
Statistiche aggiornate al 9 gennaio 2022.

### Presenze e reti nei club
| Stagione        | Squadra           | Campionato      | Campionato | Campionato | Coppe nazionali | Coppe nazionali | Coppe nazionali | Coppe continentali | Coppe continentali | Coppe continentali | Altre coppe | Altre coppe | Altre coppe | Totale | Totale | Totale |
| Stagione        | Squadra           | Comp            | Pres       | Reti       | Comp            | Pres            | Reti            | Comp               | Pres               | Reti               | Comp        | Pres        | Reti        | Pres   | Reti   |        |
| --------------- | ----------------- | --------------- | ---------- | ---------- | --------------- | --------------- | --------------- | ------------------ | ------------------ | ------------------ | ----------- | ----------- | ----------- | ------ | ------ | ------ |
| 2017-2018       | Gimnàstic         | SD              | 1          | 0          | CR              | 0               | 0               |                    | -                  | -                  |             | -           | -           | 1      | 0      |        |
| 2018-2019       | Gimnàstic         | SD              | 10         | 0          | CR              | 1               | 0               |                    | -                  | -                  |             | -           | -           | 11     | 0      |        |
| 2019-gen. 2020  | Gimnàstic         | SDB             | 16         | 1          | CR              | 1               | 0               |                    | -                  | -                  |             | -           | -           | 17     | 1      |        |
| gen.-giu. 2020  | Valencia Mestalla | SDB             | 6          | 0          |                 | -               | -               |                    | -                  | -                  |             | -           | -           | 6      | 0      |        |
| 2020-2021       | Fuenlabrada       | SD              | 23         | 0          | CR              | 3               | 0               |                    | -                  | -                  |             | -           | -           | 26     | 0      |        |
| 2021-2022       | Fuenlabrada       | SD              | 16         | 0          | CR              | 1               | 0               |                    | -                  | -                  |             | -           | -           | 17     | 0      |        |
| Totale carriera | Totale carriera   | Totale carriera | 72         | 1          |                 | 6               | 0               |                    | -                  | -                  |             | -           | -           | 78     | 1      |        |